# Bilan saison par saison des Stampeders de Calgary
Pour un article plus général, voir Stampeders de Calgary (LCF).
Les Stampeders de Calgary ont été fondés en 1945. Au terme de la saison 2024, ils ont disputé 79 saisons, remporté la première place de leur division 21 fois, atteint la finale de la coupe Grey dix-sept fois, et l'ont remportée à huit reprises.
|                       | Division       | M.J.           | Vic.           | Déf.           | Nuls           | P.P.           | P.C.           | Pts            | Pos.           | Éliminatoires |
| Stampeders de Calgary |                |                |                |                |                |                |                |                |                | |
| 1945                  | WIFU           | -              | -              | -              | -              | -              | -              | -              | -              | Demi-finale de la WIFU (2 parties au total des points): Calgary 15, Regina 1 Finale de la WIFU: Winnipeg 9, Calgary 6                                                                                      |
| 1946                  | WIFU           | 8              | 5              | 3              | 0              | 60             | 37             | 10             | 1/3            | Finale de la WIFU (2 parties au total des points): Winnipeg 30, Calgary 21 |
| 1947                  | WIFU           | 8              | 4              | 4              | 0              | 79             | 93             | 8              | 2/3            | Finale de la WIFU (3 parties au total des points): Winnipeg 29, Calgary 22 |
| 1948                  | WIFU           | 12             | 12             | 0              | 0              | 218            | 61             | 24             | 1/3            | Finale de la WIFU (2 parties au total des points): Calgary 21, Saskatchewan 10 Coupe Grey: Calgary 12, Ottawa 7                                                                                            |
| 1949                  | WIFU           | 14             | 13             | 1              | 0              | 270            | 77             | 26             | 1/4            | Finale de la WIFU (série au meilleur de 2 matchs): Calgary 22, Saskatchewan 21 Coupe Grey: Montréal 28, Calgary 15                                                                                         |
| 1950                  | WIFU           | 14             | 4              | 10             | 0              | 152            | 253            | 8              | 4/4            | Non qualifiés |
| 1951                  | WIFU           | 14             | 4              | 10             | 0              | 205            | 299            | 8              | 4/4            | Non qualifiés |
| 1952                  | WIFU           | 16             | 7              | 9              | 0              | 293            | 340            | 14             | 3/4            | Demi-finale de la WIFU (2 parties au total des points): Edmonton 42, Calgary 38 |
| 1953                  | WIFU           | 16             | 3              | 12             | 1              | 190            | 313            | 7              | 4/4            | Non qualifiés |
| 1954                  | WIFU           | 16             | 8              | 8              | 0              | 271            | 165            | 16             | 4/5            | Non qualifiés |
| 1955                  | WIFU           | 16             | 4              | 12             | 0              | 209            | 299            | 10             | 5/5            | Non qualifiés |
| 1956                  | WIFU           | 16             | 4              | 12             | 0              | 229            | 410            | 8              | 5/5            | Non qualifiés |
| 1957                  | WIFU           | 16             | 6              | 10             | 0              | 221            | 413            | 12             | 3/5            | Demi-finale de la WIFU (2 parties au total des points): Winnipeg 28, Calgary 16 |
| 1958                  | WIFU           | 16             | 6              | 9              | 1              | 314            | 312            | 13             | 4/5            | Non qualifiés |
| 1959                  | WIFU           | 16             | 8              | 8              | 0              | 356            | 301            | 16             | 4/5            | Non qualifiés |
| 1960                  | WIFU           | 16             | 6              | 8              | 2              | 374            | 404            | 14             | 3/5            | Demi-finale de la WIFU (2 parties au total des points): Edmonton 70, Calgary 28 |
| 1961                  | Ouest          | 16             | 7              | 9              | 0              | 300            | 311            | 14             | 3/5            | Demi-finale de la Conférence de l'Ouest (2 parties au total des points): Calgary 27, Edmonton 26 Finale de la Conférence de l'Ouest (série au meilleur de 3 matchs): Winnipeg 2, Calgary 0                 |
| 1962                  | Ouest          | 16             | 9              | 6              | 1              | 352            | 335            | 19             | 2/5            | Demi-finale de la Conférence de l'Ouest (2 parties au total des points): Calgary 43, Saskatchewan 7 Finale de la Conférence de l'Ouest (série au meilleur de 3 matchs): Winnipeg 2, Calgary 1              |
| 1963                  | Ouest          | 16             | 10             | 4              | 2              | 427            | 323            | 22             | 2/5            | Demi-finale de la Conférence de l'Ouest (2 parties au total des points): Saskatchewan 48, Calgary 47 |
| 1964                  | Ouest          | 16             | 12             | 4              | 0              | 352            | 249            | 24             | 2/5            | Demi-finale de la Conférence de l'Ouest (2 parties au total des points): Calgary 76, Saskatchewan 40 Finale de la Conférence de l'Ouest (série au meilleur de 3 matchs): Colombie-Britannique 2, Calgary 1 |
| 1965                  | Ouest          | 16             | 12             | 4              | 0              | 340            | 243            | 24             | 1/5            | Finale de la Conférence de l'Ouest (série au meilleur de 3 matchs): Winnipeg 2, Calgary 1 |
| 1966                  | Ouest          | 16             | 6              | 9              | 1              | 227            | 259            | 13             | 4/5            | Non qualifiés |
| 1967                  | Ouest          | 16             | 12             | 4              | 0              | 382            | 219            | 24             | 1/5            | Finale de la Conférence de l'Ouest (série au meilleur de 3 matchs): Saskatchewan 2, Calgary 1 |
| 1968                  | Ouest          | 16             | 10             | 6              | 0              | 412            | 249            | 20             | 2/5            | Demi-finale de la Conférence de l'Ouest : Edmonton 13, Calgary 29 Finale de la Conférence de l'Ouest (série au meilleur de 3 matchs): Calgary 2, Saskatchewan 0 Coupe Grey: Calgary 21, Ottawa 24          |
| 1969                  | Ouest          | 16             | 9              | 7              | 0              | 327            | 314            | 18             | 2/5            | Demi-finale de la Conférence de l'Ouest : Colombie-Britannique 21, Calgary 35 Finale de la Conférence de l'Ouest (série au meilleur de 3 matchs): Saskatchewan 2, Calgary 0                                |
| 1970                  | Ouest          | 16             | 9              | 7              | 0              | 293            | 209            | 18             | 3/5            | Demi-finale de la Conférence de l'Ouest : Calgary 16, Edmonton 9 Finale de la Conférence de l'Ouest (série au meilleur de 3 matchs): Calgary 2, Saskatchewan 1 Coupe Grey: Calgary 10, Montréal 23         |
| 1971                  | Ouest          | 16             | 9              | 6              | 1              | 290            | 218            | 19             | 1/5            | Finale de la Conférence de l'Ouest (série au meilleur de 3 matchs): Calgary 2, Saskatchewan 1 Coupe Grey: Toronto 11, Calgary 14                                                                           |
| 1972                  | Ouest          | 16             | 6              | 10             | 0              | 331            | 394            | 12             | 4/5            | Non qualifiés |
| 1973                  | Ouest          | 16             | 6              | 10             | 0              | 214            | 368            | 12             | 4/5            | Non qualifiés |
| 1974                  | Ouest          | 16             | 6              | 10             | 0              | 287            | 307            | 12             | 5/5            | Non qualifiés |
| 1975                  | Ouest          | 16             | 6              | 10             | 0              | 387            | 363            | 12             | 4/5            | Non qualifiés |
| 1976                  | Ouest          | 16             | 2              | 12             | 2              | 316            | 442            | 6              | 5/5            | Non qualifiés |
| 1977                  | Ouest          | 16             | 4              | 12             | 0              | 241            | 327            | 8              | 5/5            | Non qualifiés |
| 1978                  | Ouest          | 16             | 9              | 4              | 3              | 381            | 311            | 21             | 2/5            | Demi-finale de la Conférence de l'Ouest : Winnipeg 4, Calgary 38 Finale de la Conférence de l'Ouest : Calgary 13, Edmonton 26                                                                              |
| 1979                  | Ouest          | 16             | 12             | 4              | 0              | 382            | 278            | 24             | 2/5            | Demi-finale de la Conférence de l'Ouest : Colombie-Britannique 2, Calgary 37 Finale de la Conférence de l'Ouest : Calgary 7, Edmonton 19                                                                   |
| 1980                  | Ouest          | 16             | 9              | 7              | 0              | 407            | 355            | 18             | 3/5            | Demi-finale de la Conférence de l'Ouest : Calgary 14, Winnipeg 32 |
| 1981                  | Ouest          | 16             | 6              | 10             | 0              | 306            | 367            | 12             | 5/5            | Non qualifiés |
| 1982                  | Ouest          | 16             | 9              | 6              | 1              | 403            | 440            | 19             | 3/5            | Demi-finale de la Division ouest : Calgary 3, Winnipeg 24 |
| 1983                  | Ouest          | 16             | 8              | 8              | 0              | 425            | 378            | 16             | 4/5            | Non qualifiés |
| 1984                  | Ouest          | 16             | 6              | 10             | 0              | 314            | 425            | 12             | 5/5            | Non qualifiés |
| 1985                  | Ouest          | 16             | 3              | 13             | 0              | 256            | 429            | 6              | 5/5            | Non qualifiés |
| 1986                  | Ouest          | 18             | 11             | 7              | 0              | 484            | 380            | 22             | 4/5            | Demi-finale de la Division ouest : Calgary 18, Edmonton 27 |
| 1987                  | Ouest          | 18             | 10             | 8              | 0              | 453            | 517            | 20             | 3/4            | Demi-finale de la Division ouest : Calgary 16, Edmonton 30 |
| 1988                  | Ouest          | 18             | 6              | 12             | 0              | 395            | 476            | 12             | 4/4            | Non qualifiés |
| 1989                  | Ouest          | 18             | 10             | 8              | 0              | 495            | 466            | 20             | 2/4            | Demi-finale de la Division ouest : Saskatchewan 33, Calgary 26 |
| 1990                  | Ouest          | 18             | 11             | 6              | 1              | 588            | 566            | 23             | 1/4            | Finale de la Division ouest : Edmonton 43, Calgary 23 |
| 1991                  | Ouest          | 18             | 11             | 7              | 0              | 596            | 552            | 22             | 2/4            | Demi-finale de la Division ouest : Calgary 43, Colombie-Britannique 41 Finale de la Division ouest : Calgary 38, Edmonton 36 Coupe Grey: Calgary 21, Toronto 36                                            |
| 1992                  | Ouest          | 18             | 13             | 5              | 0              | 607            | 430            | 26             | 1/4            | Finale de la Division ouest : Edmonton 22, Calgary 23 Coupe Grey: Calgary 24, Winnipeg 10 |
| 1993                  | Ouest          | 18             | 15             | 3              | 0              | 646            | 418            | 30             | 1/5            | Demi-finale de la Division ouest : Colombie-Britannique 9, Calgary 17 Finale de la Division ouest : Edmonton 29, Calgary 15                                                                                |
| 1994                  | Ouest          | 18             | 15             | 3              | 0              | 698            | 355            | 30             | 1/6            | Demi-finale de la Division ouest : Saskatchewan 3, Calgary 36 Finale de la Division ouest : Colombie-Britannique 37, Calgary 36                                                                            |
| 1995                  | Nord           | 18             | 15             | 3              | 0              | 631            | 404            | 30             | 1/8            | Demi-finale de la Division nord : Hamilton 13, Calgary 30 Finale de la Division nord : Edmonton 4, Calgary 37 Coupe Grey: Baltimore 37, Calgary 20                                                         |
| 1996                  | Ouest          | 18             | 13             | 5              | 0              | 608            | 365            | 26             | 1/5            | Finale de la Division ouest : Edmonton 15, Calgary 12 |
| 1997                  | Ouest          | 18             | 10             | 8              | 0              | 519            | 443            | 20             | 2/4            | Demi-finale de la Division ouest : Saskatchewan 33, Calgary 30 |
| 1998                  | Ouest          | 18             | 12             | 6              | 0              | 558            | 397            | 24             | 1/4            | Finale de la Division ouest : Edmonton 10, Calgary 33 Coupe Grey: Calgary 26, Hamilton 24 |
| 1999                  | Ouest          | 18             | 12             | 6              | 0              | 503            | 393            | 24             | 2/4            | Demi-finale de la Division ouest : Edmonton 17, Calgary 30 Finale de la Division ouest : Calgary 26, Colombie-Britannique 24 Coupe Grey: Hamilton 32, Calgary 21                                           |
| 2000                  | Ouest          | 18             | 12             | 5              | 1              | 604            | 495            | 25             | 1/4            | Finale de la Division ouest : Colombie-Britannique 37, Calgary 23 |
| 2001                  | Ouest          | 18             | 8              | 10             | 0              | 478            | 476            | 17             | 2/4            | Demi-finale de la Division ouest : Colombie-Britannique 19, Calgary 28 Finale de la Division ouest : Calgary 34, Edmonton 16 Coupe Grey: Calgary 27, Winnipeg 19                                           |
| 2002                  | Ouest          | 18             | 6              | 12             | 0              | 438            | 512            | 14             | 5/5            | Non qualifiés |
| 2003                  | Ouest          | 18             | 5              | 13             | 0              | 323            | 502            | 10             | 5/5            | Non qualifiés |
| 2004                  | Ouest          | 18             | 4              | 14             | 0              | 396            | 552            | 8              | 5/5            | Non qualifiés |
| 2005                  | Ouest          | 18             | 11             | 7              | 0              | 529            | 443            | 22             | 2/5            | Demi-finale de la Division ouest : Edmonton 33, Calgary 26 |
| 2006                  | Ouest          | 18             | 10             | 8              | 0              | 477            | 426            | 20             | 2/4            | Demi-finale de la Division ouest : Saskatchewan 30, Calgary 21 |
| 2007                  | Ouest          | 18             | 7              | 10             | 1              | 473            | 527            | 15             | 3/4            | Demi-finale de la Division ouest : Calgary 24, Saskatchewan 26 |
| 2008                  | Ouest          | 18             | 15             | 5              | 0              | 595            | 420            | 22             | 1/4            | Finale de la Division ouest : Colombie-Britannique 18, Calgary 22 Coupe Grey: Calgary 22, Montréal 14 |
| 2009                  | Ouest          | 18             | 10             | 7              | 1              | 514            | 443            | 21             | 2/4            | Demi-finale de la Division ouest : Edmonton 21, Calgary 24 Finale de la Division ouest : Calgary 17, Saskatchewan 27                                                                                       |
| 2010                  | Ouest          | 18             | 13             | 5              | 0              | 626            | 459            | 26             | 1/4            | Finale de la Division ouest : Saskatchewan 20, Calgary 16 |
| 2011                  | Ouest          | 18             | 11             | 7              | 0              | 511            | 476            | 22             | 3/4            | Demi-finale de la Division ouest : Calgary 19, Edmonton 33 |
| 2012                  | Ouest          | 18             | 12             | 6              | 0              | 535            | 430            | 24             | 2/4            | Demi-finale de la Division ouest : Saskatchewan 30, Calgary 36 Finale de la Division ouest : Calgary 34, Colombie-Britannique 29 Coupe Grey: Calgary 22, Toronto 35                                        |
| 2013                  | Ouest          | 18             | 14             | 4              | 0              | 549            | 413            | 28             | 1/4            | Finale de la Division ouest : Saskatchewan 35, Calgary 13 |
| 2014                  | Ouest          | 18             | 15             | 3              | 0              | 511            | 347            | 30             | 1/5            | Finale de la Division ouest : Edmonton 18, Calgary 43 Coupe Grey: Calgary 20, Hamilton 16 |
| 2015                  | Ouest          | 18             | 14             | 4              | 0              | 478            | 346            | 28             | 2/5            | Demi-finale de la Division ouest : Colombie-Britannique 9, Calgary 35 Finale de la Division ouest : Calgary 31, Edmonton 45                                                                                |
| 2016                  | Ouest          | 18             | 15             | 2              | 1              | 586            | 369            | 31             | 1/5            | Finale de la Division ouest : Colombie-Britannique 15, Calgary 42 Coupe Grey : Calgary 33, Ottawa 39 (Prol.)                                                                                               |
| 2017                  | Ouest          | 18             | 13             | 4              | 1              | 523            | 349            | 27             | 1/5            | Finale de la Division ouest : Edmonton 28, Calgary 32 Coupe Grey : Calgary 24, Toronto 27 |
| 2018                  | Ouest          | 18             | 13             | 5              | 0              | 522            | 363            | 26             | 1/5            | Finale de la Division ouest : Winnipeg 14, Calgary 22 Coupe Grey : Ottawa 16, Calgary 27 |
| 2019                  | Ouest          | 18             | 12             | 6              | 0              | 482            | 407            | 24             | 2/5            | Demi-finale de la Division ouest : Winnipeg 35, Calgary 14 |
| 2020                  | Saison annulée | Saison annulée | Saison annulée | Saison annulée | Saison annulée | Saison annulée | Saison annulée | Saison annulée | Saison annulée | Saison annulée |
| 2021                  | Ouest          | 14             | 8              | 6              | 0              | 315            | 263            | 16             | 3/5            | Demi-finale de la Division ouest : Saskatchewan 33, Calgary 30 (prol.) |
| 2022                  | Ouest          | 18             | 12             | 6              | 0              | 562            | 397            | 24             | 3/5            | Demi-finale de la Division ouest : Colombie-Britannique 30, Calgary 16 |
| 2023                  | Ouest          | 18             | 6              | 12             | 0              | 412            | 471            | 12             | 3/5            | Demi-finale de la Division ouest : Colombie-Britannique 41, Calgary 30 |
| 2024                  | Ouest          | 18             | 5              | 12             | 1              | 410            | 527            | 11             | 5/5            | Non qualifiés |